# Zonnewijzer in Burcht

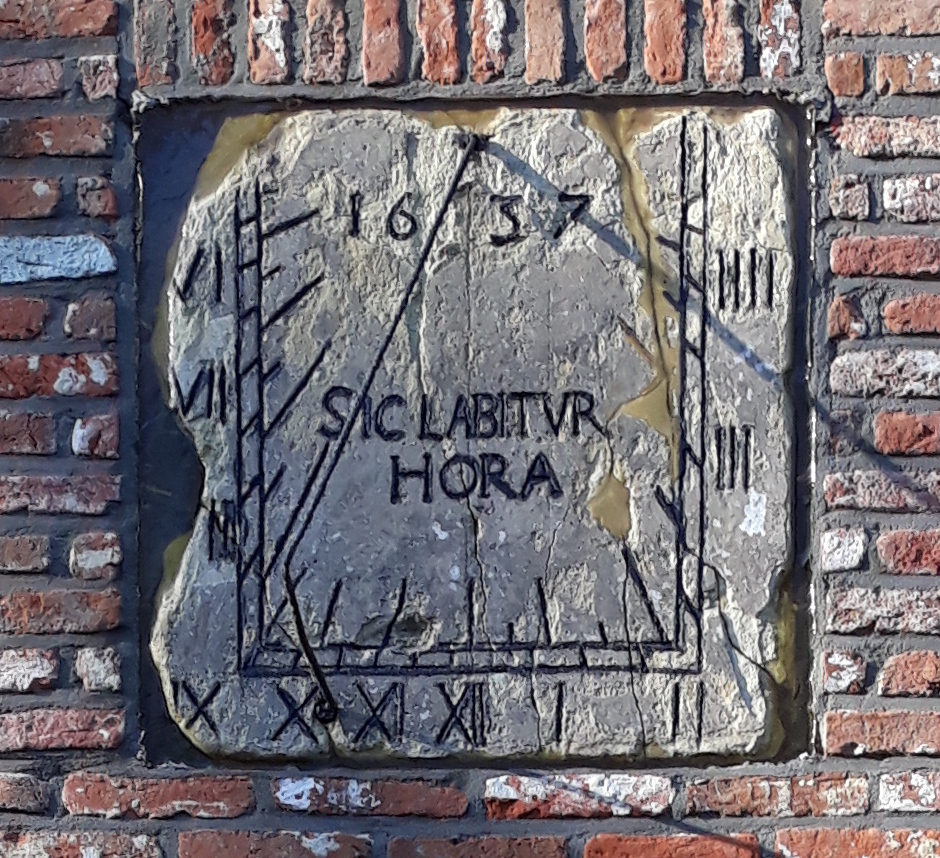
Zonnewijzer in het Wolfsbergpark te Burcht

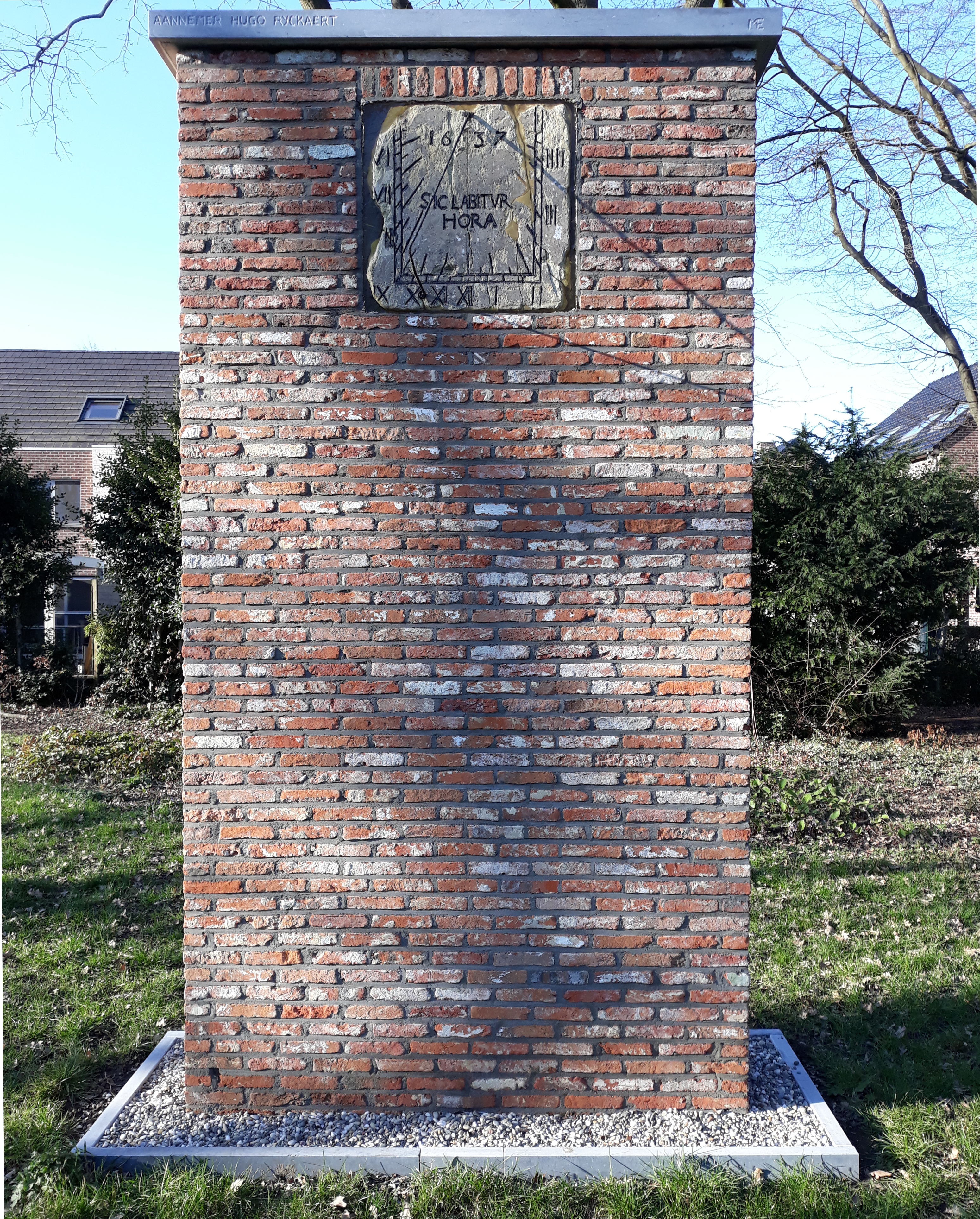
Muur met zonnewijzer in het Wolfsbergpark te Burcht

In het Wolfsbergpark te Burcht (Zwijndrecht, België) bevindt zich sinds 2020 een gerestaureerde zonnewijzer die dateert uit het jaar 1637, ten tijde van de Spaanse Nederlanden.

## Beschrijving
De zonnewijzer is ongeveer 60 cm x 60 cm groot en gemaakt in Franse zandsteen met het jaartal 1637 en de Latijnse spreuk Sic labitur hora ("Zo vloeit de tijd heen") als inscriptie. Het is een verticale poolstijlzonnewijzer. De ijzeren stijl is in een hoek geplooid en werpt een dubbele schaduw. De langste schaduw wijst het uur aan. Het onderste deel van de stijl staat loodrecht op de zonnewijzersteen. Het schuine gedeelte van de stijl staat evenwijdig met de aardas en wijst naar de Poolster. Door de rotatie van de aarde en de daarbij ogenschijnlijke verplaatsing van de zon verloopt de schaduw over de uurlijnen. De uren op de zonnewijzer zijn aangeduid in Romeinse cijfers.

## Geschiedenis
In de hovenierswoning van "Villa Hortensia" aan de Dorpstraat 41 te Burcht was bovenaan de zuidelijke gevelmuur, net onder de nok, een oude zonnewijzer ingewerkt. Dit huisje zou eind 2015 afgebroken worden om plaats te ruimen voor het nieuwe gemeentelijke Wolfsbergpark. De Heemkundige Kring Zwijndrecht Burcht wilde de zonnewijzer graag behouden als bijzonder erfgoed, educatiemateriaal en toeristische bezienswaardigheid. De vereniging kreeg van het gemeentebestuur toestemming deze te recupereren. De heemkundige kring zou voor de restauratie zorgen en de gemeente voor de opstelling in een openbare ruimte.

## Restauratie
Door het sloopwerk en de vele manipulaties was de zonnewijzer in stukken gebroken; verschillende inscripties waren onleesbaar geworden. Er werd contact opgenomen met Vincent Libert uit Kapellen, ervaren restaurateur-decorateur van onder meer oude gebouwen en kerken. Hij nam de taak op zich de zonnewijzer te restaureren. Na expertise ervan was zijn besluit: De zonnewijzer aaneen lijmen door harsinjecties en achteraan en rondom inbedden in doorzichtige epoxy giethars.

## Plaatsing
De zonnewijzer zou in een muurtje gemetst worden dat een plaats zou krijgen in het inmiddels aangelegde Wolfsbergpark tussen de Kloosterstraat en de Dorpstraat. Omdat de zonnewijzer vervaardigd was voor een declinatie van 23° oost diende men te berekenen waar de constructie gezet moest worden. Met aanwijzingen van Patric Oyen, bestuurslid van de "Zonnewijzerkring Vlaanderen vzw", werd de plaats van opstelling bepaald. Architect Tim Van der Stock tekende een bouwschets met indicaties voor materialen en versterking van het geheel. Hugo Ryckaert werd als aannemer aangesteld.
Aan de achterzijde van het muurtje werden historische stenen verwerkt; de eerste stenen van het afgebroken oude gemeentehuis van Burcht waarin deels de naam van de toenmalige burgemeester (van 1854 tot 1866) Florent van Gameren te lezen is en de naam van eerste schepen Petrus Judocus Van de Vyver.
Oyen had eerder opgemerkt dat, door allerlei manoeuvres, de poolstijl van de zonnewijzer (de stijl die naar het noorden wijst) verbogen was. Na plaatsing van de constructie werd deze stijl voorzichtig naar de juiste stand gebracht.
Alhoewel de antieke zonnewijzer niet alle uren exact weergeeft, waarschijnlijk door herhaaldelijke restauraties en overschilderingen, heeft men de uurlijnen niet aangepast om hem in zijn oorspronkelijke waarde te laten.
Op zijn website noemt Patric Oyen de zonnewijzer wegens zijn ouderdom zeer waardevol. De officiële inhuldiging vond plaats op 10 juni 2023.